# Wolfgang Wurmnest
Wolfgang Wurmnest (* 30. Juni 1969 in Darmstadt) ist ein deutscher Rechtswissenschaftler und seit Oktober 2021 Inhaber eines Lehrstuhls an der Universität Hamburg.

## Leben
Er studierte an den Universitäten Hamburg und Lyon III und erwarb 2004 einen Master of Laws an der University of California (Boalt Hall School of Law  at Berkeley). Von 1998 bis 2000 war er wissenschaftlicher Mitarbeiter an der Universität Hamburg, zunächst bei Peter Behrens, dann bei Ulrich Magnus. 2002 wurde Wolfgang Wurmnest mit einer Arbeit zum europäischen Haftungsrecht promoviert. Sein Referendariat absolvierte er am Hanseatischen Oberlandesgericht Hamburg. Anschließend war er wissenschaftlicher Referent am Max-Planck-Institut für ausländisches und internationales Privatrecht bei Jürgen Basedow. 2009 habilitierte er sich mit einer Arbeit zum vergleichenden Kartellrecht. 
Nach einer Lehrstuhlvertretung an der Universität zu Köln wurde er auf einen Lehrstuhl für Deutsches und Europäisches Privat- und Wirtschaftsrecht, Internationales Privatrecht sowie Rechtsvergleichung an der Gottfried Wilhelm Leibniz Universität Hannover berufen, den er von 2009 bis 2013 bekleidete. Von 2013 bis 2021 hatte er den Lehrstuhl für Bürgerliches Recht, Wirtschaftsrecht, Internationales Privat- und Verfahrensrecht sowie Rechtsvergleichung an der Universität Augsburg inne.

## Schriften
- Grundzüge eines europäischen Haftungsrechts. Mohr Siebeck, Tübingen 2003, ISBN 3-16-147998-X.
- mit Jürgen Basedow: Third-Party Liability of Classification Societies. Springer, Berlin 2005, ISBN 3-54-026184-2.
- Marktmacht und Verdrängungsmissbrauch. Mohr Siebeck, Tübingen 2010; 2. Auflage 2012, ISBN 978-3-16-151914-7.